# All-Negro Comics
All-Negro Comics foi uma revista em quadrinhos americana de 1947 que representa a primeira publicação conhecida escrita e desenhada exclusivamente por roteiristas e artistas afro-americanos. A iniciativa pode ser comparada aos chamados race films, produções cinematográficas voltadas ao público negro, feitas entre as décadas de 1910 e 1950, e ao cinema blaxploitation dos anos 1970.
Editada por Orrin Cromwell Evans, a antologia em quadrinhos teve apenas uma edição, com circulação e vendas limitadas.

## Histórico de publicação
O jornalista afro-americano Orrin Cromwell Evans foi "o primeiro redator negro a cobrir pautas gerais para um jornal branco de grande circulação nos Estados Unidos" quando ingressou na equipe do Philadelphia Record. Evans era membro da NAACP e um forte defensor da igualdade racial. Após o fechamento do Record em 1947, Evans pensou em usar o meio dos quadrinhos para destacar ainda mais "a esplêndida história do jornalismo negro".
Evans fez parceria com o ex-editor do Record Harry T. Saylor, o editor esportivo Bill Driscoll e mais duas pessoas para fundar a editora All-Negro Comics, Inc., na Filadélfia, com ele mesmo como presidente.
Em meados de 1947, a empresa publicou uma edição de All-Negro Comics, uma revista em quadrinhos de 48 páginas no formato padrão, com capa colorida brilhante e miolo em papel jornal. O copyright foi registrado em 15 de julho de 1947, com data de edição de junho de 1947. Sua tiragem e distribuição são desconhecidas. Diferente de outras revistas em quadrinhos da época, foi vendida por 15 centavos em vez dos tradicionais 10 centavos.
Segundo o escritor Tom Christopher, Evans
"...co-criou as histórias da revista junto com os artistas, que incluíam seu irmão, George J. Evans Jr.; dois outros cartunistas da Filadélfia, sendo um deles John Terrell e o outro chamado Cooper; além de um artista de Baltimore que assinava como Cravat. Provavelmente, os cartunistas escreviam seus próprios roteiros, com contribuições editoriais adicionais de Bill Driscoll."
Como observa um historiador cultural sobre a época:
"Embora houvesse algumas imagens heroicas de negros criadas por negros, como a tira de quadrinhos Jive Gray e All-Negro Comics, essas imagens não circulavam fora das comunidades negras segregadas no período pré-direitos civis."
Evans tentou publicar uma segunda edição, mas não conseguiu comprar o papel jornal necessário. Um autor acredita que Evans foi impedido de fazê-lo por distribuidores preconceituosos, assim como por editoras concorrentes de donos brancos (como a Parents Magazine Press e a Fawcett Comics), que começaram a lançar seus próprios títulos com temas afro-americanos.
O Official Overstreet Comic Book Price Guide, referência padrão da área, considera a edição única como "rara" e observa: "Raramente encontrada em bom ou ótimo estado; muitas cópias têm páginas amareladas."
Em 2022, o roteirista de quadrinhos Chris Robinson financiou com sucesso uma campanha no Kickstarter para remasterizar e republicar a revista. A edição reimpressa venceu o Prêmio Eisner de Melhor Coleção/Projeto Arquivístico — Quadrinhos em 2024.

### Conteúdo
A revista Time, em 1947, descreveu All-Negro Comics como "a primeira desenhada por artistas negros e povoada inteiramente por personagens negros". Ao descrever a história principal, Ace Harlem, disse:
"Os vilões eram dois assaltantes negros de terno zoot e fala gíria, cuja presença em qualquer outro gibi poderia ter gerado queixas de 'distorção' racial. Como era tudo dentro da comunidade, Evans achava que os leitores negros não se importariam."
O protagonista Ace Harlem era um detetive afro-americano. Já os personagens da história Lion Man and Bubba foram criados para inspirar o orgulho do povo negro em sua herança africana.

### Histórias
- Página editorial introdutória: All-Negro Comics: Presenting Another First in Negro History (Apresentando mais uma inovação na História Negra)
- Ace Harlem – história de detetive desenhada por John Terrell. A estrutura e o estilo da narrativa lembram os detetives das tiras de aventura da época, como Dick Tracy. Sua presença nas páginas de All-Negro Comics antecipa personagens como Shaft, o famoso detetive negro do cinema blaxploitation dos anos 1970, sendo um dos primeiros exemplos de um herói urbano afro-americano forte, inteligente e autossuficiente em posição de protagonismo.
- The Little Dew Dillies – história infantil com criaturas querubins que só bebês podem ver e ouvir, desenhada por Cooper
- Ezekiel's Manhunt – conto ilustrado de aventura infantil com duas páginas
- Lion Man and Bubba – estrelada por um afro-americano universitário enviado pela ONU a um depósito de urânio na Costa do Ouro, na África, onde adota o órfão Bubba. Desenhado por George J. Evans Jr. (sem relação com o artista branco George Evans). Um autor moderno comentou que Lion Man "usava o obrigatório colante de super-herói", embora capa e páginas mostrem-no de tanga. A figura de Lion Man pode ser interpretada como uma resposta direta a Tarzan e aos chamados tarzanides, heróis brancos que se tornavam "reis da selva", frequentemente retratados como superiores aos povos africanos.
- Hep Chicks on Parade – gags ilustradas com mulheres estilizadas em roupas exageradas, assinadas por "Len"
- Lil' Eggie – por Terrell, sobre o marido submisso Egbert e sua esposa
- Sugarfoot – história de humor desenhada por Cravat, estrelando os músicos viajantes Sugarfoot e Snake Oil tentando conquistar a filha de um fazendeiro. Segundo o editorial de Evans, os criadores queriam "resgatar o humor quase perdido do adorável negro andarilho dos tempos antigos"
- Remember — Crime Doesn't Pay, Kids! – aviso de utilidade pública em uma página com Ace Harlem e anúncio da próxima edição

## Galeria

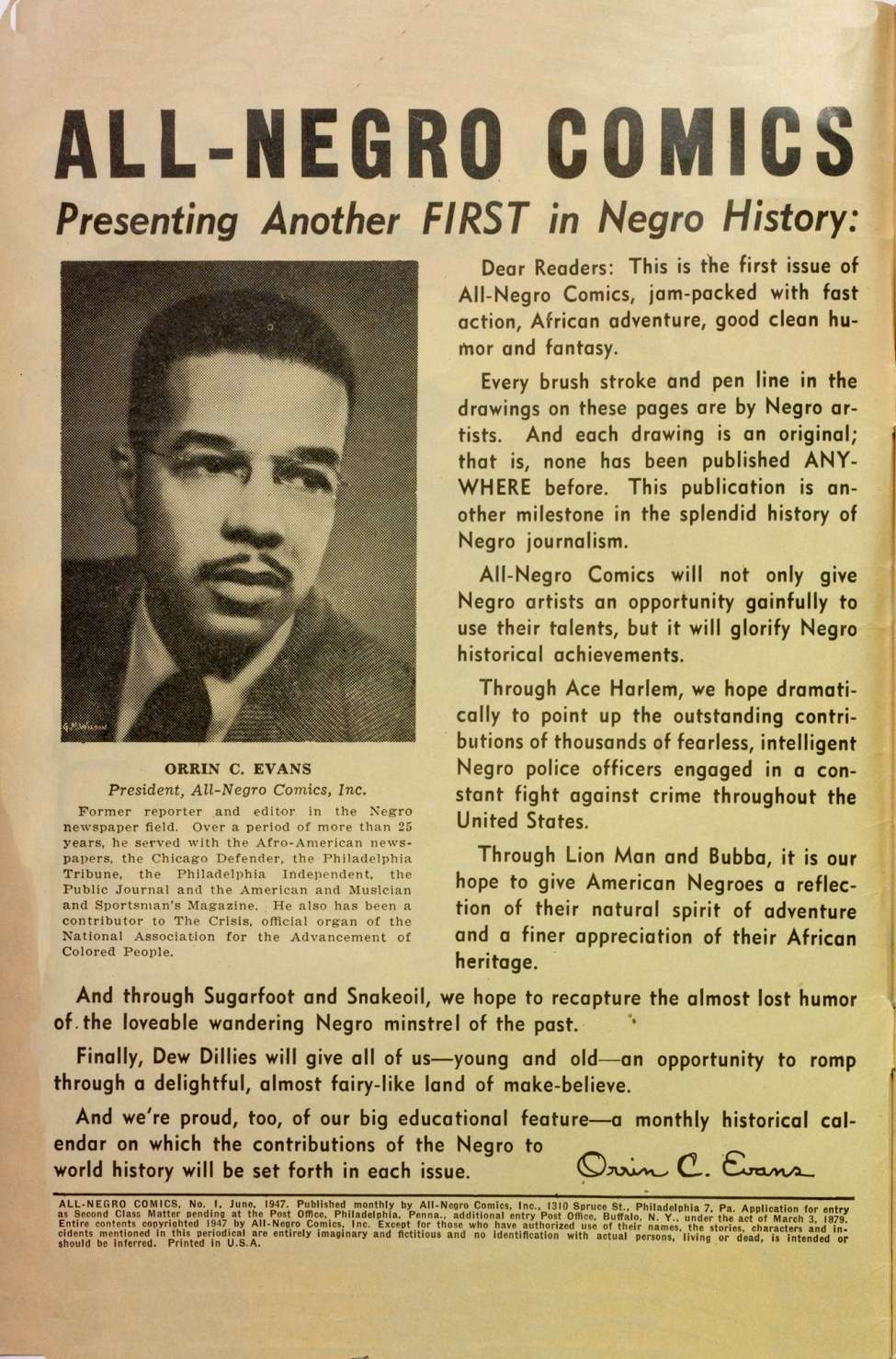
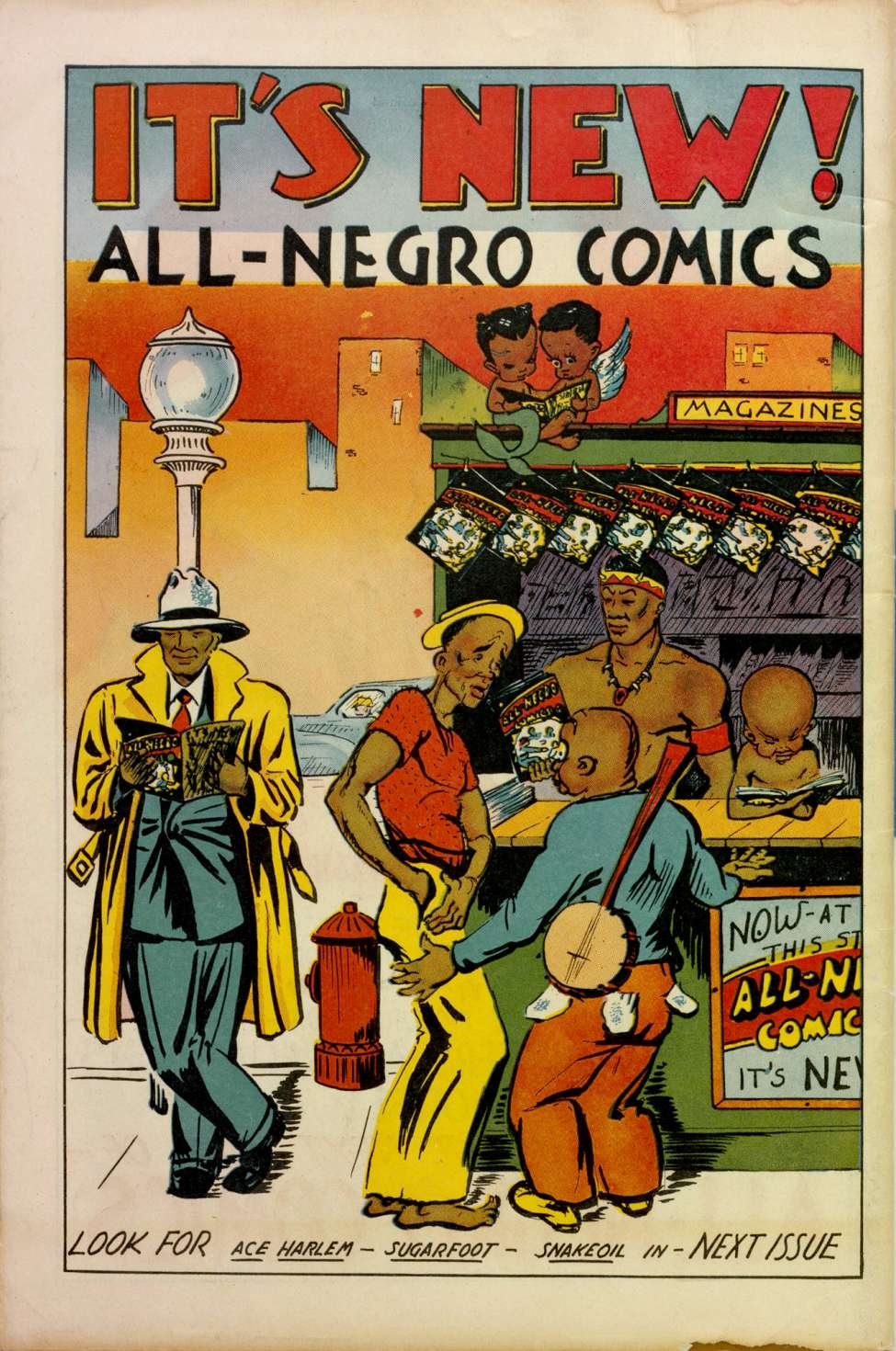
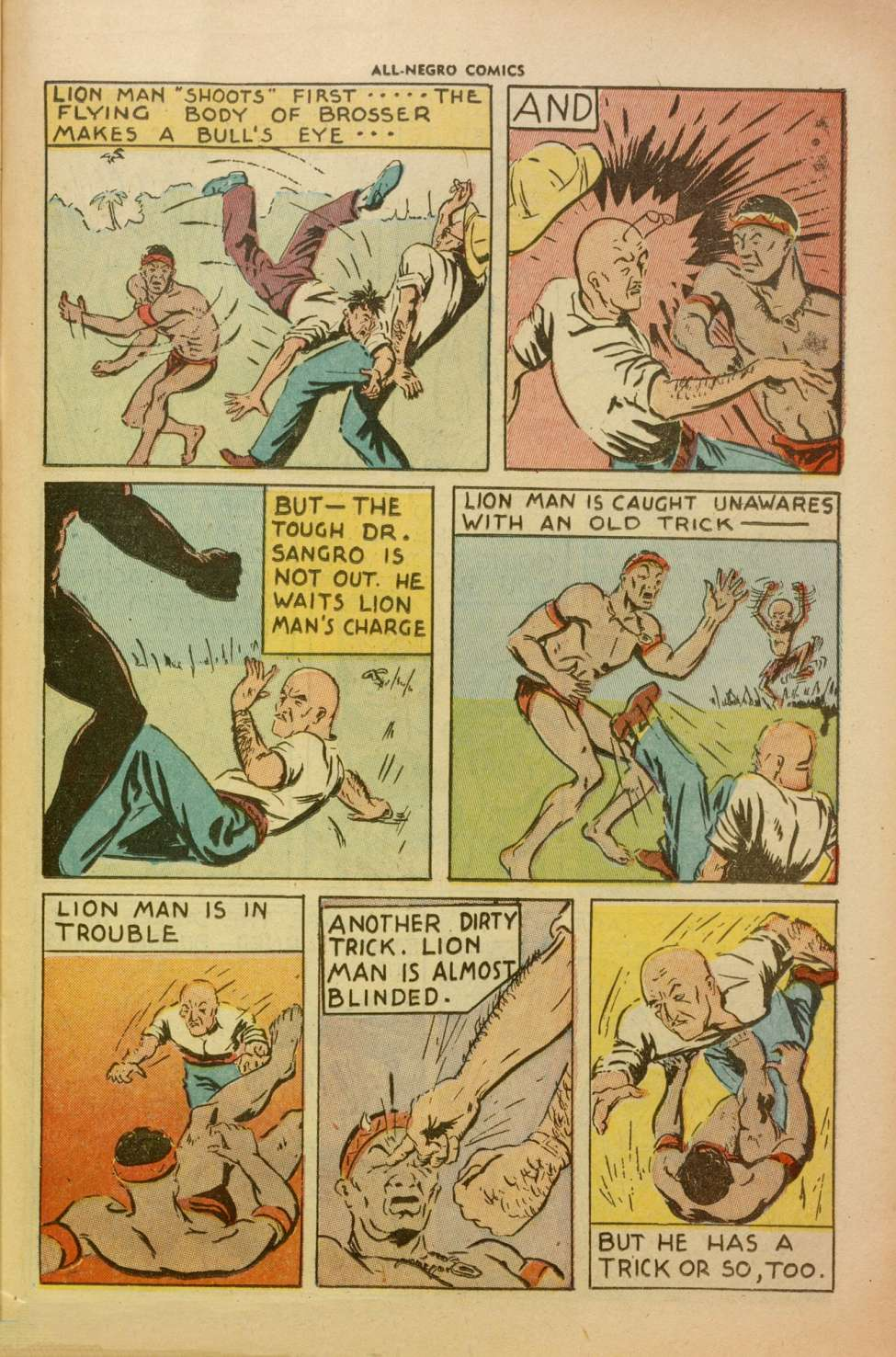
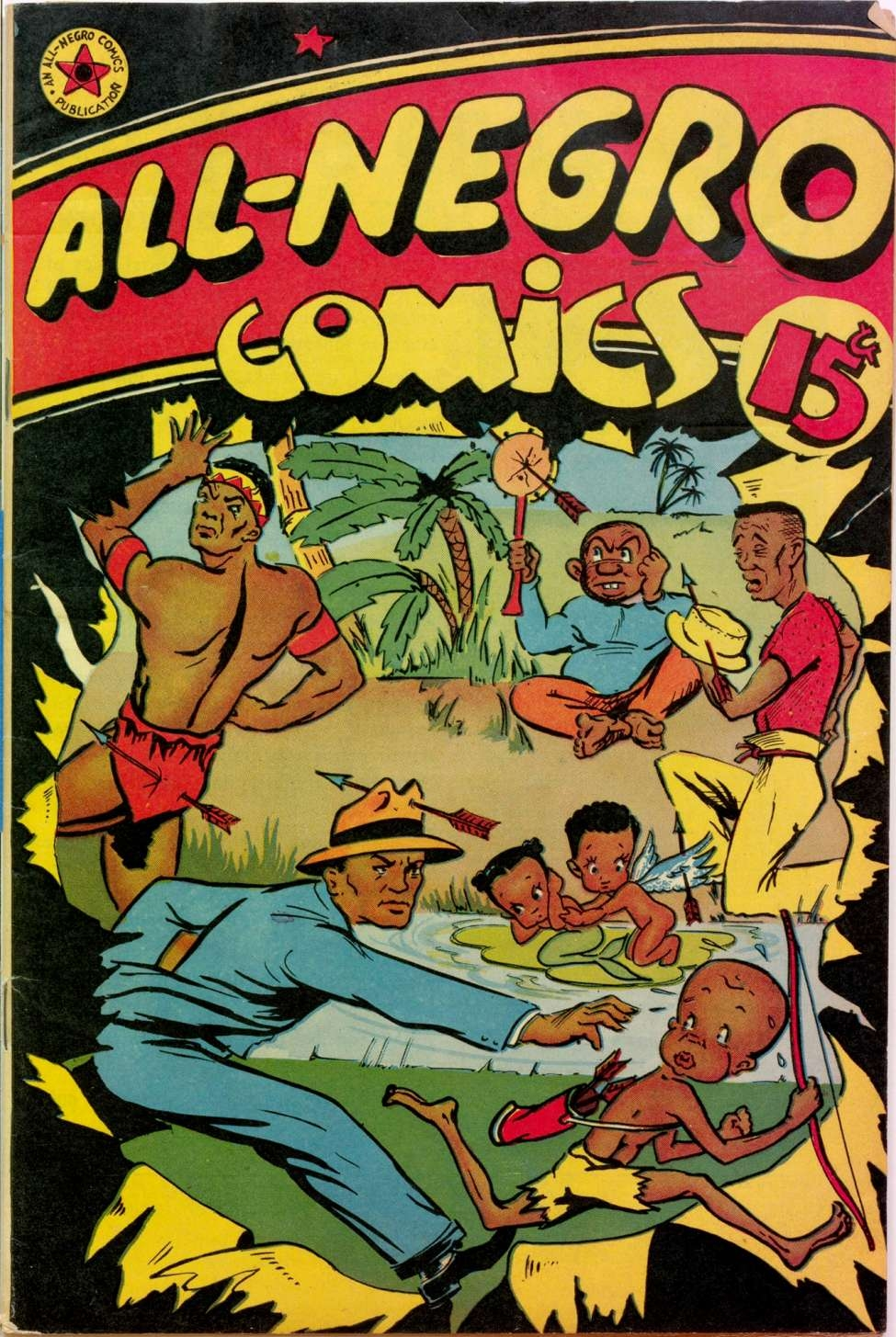
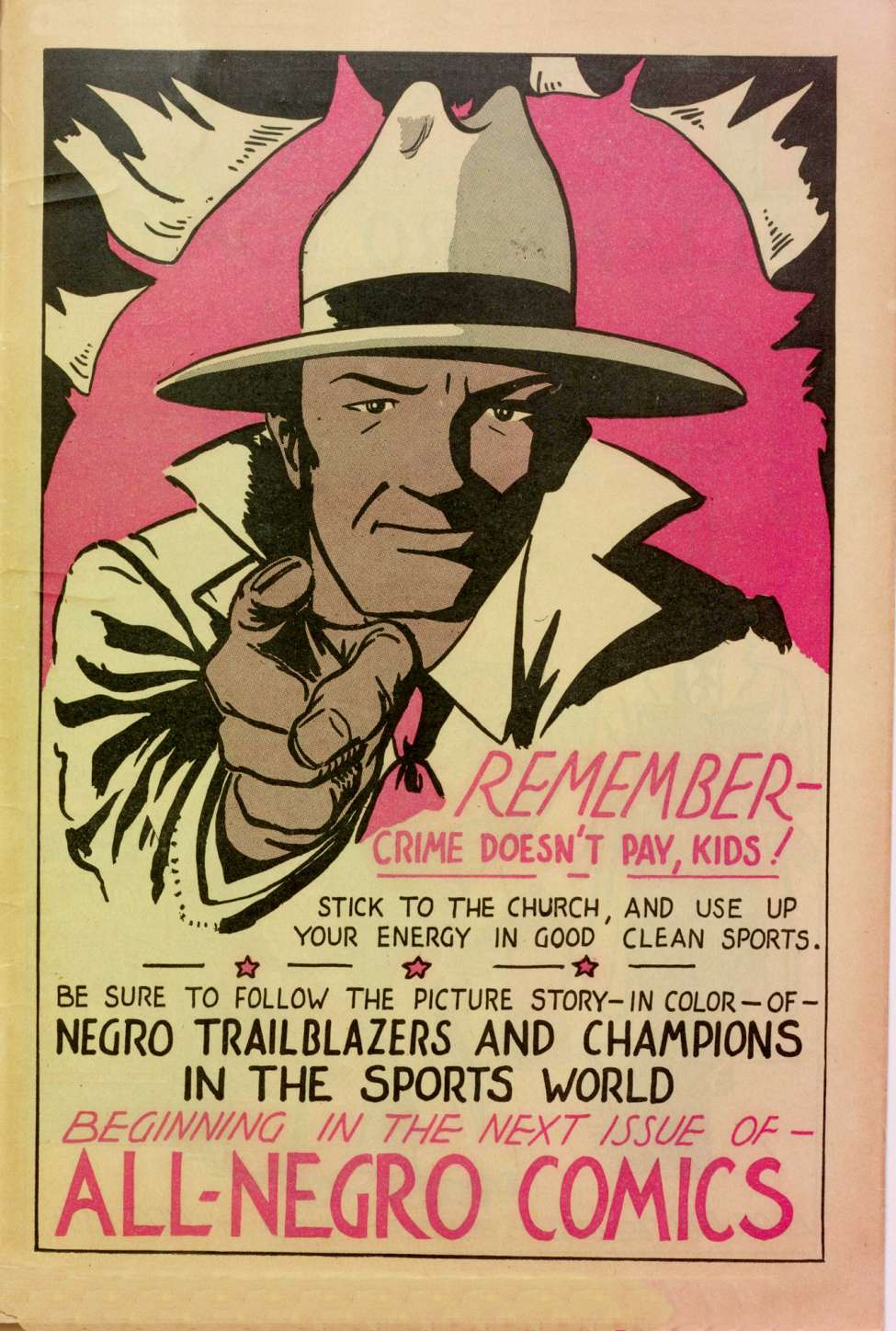